# پارک مراد
پارک مراد یا پارک نوک‌آباد، روستایی در دهستان جهلیان بخش مرکزی شهرستان کنارک در استان سیستان و بلوچستان ایران است.

## جمعیت
بر پایه سرشماری عمومی نفوس و مسکن در سال ۱۳۹۵، جمعیت این روستا برابر با ۶۵۱ نفر (۱۵۵ خانوار) بوده‌است.